# Hessenpokal (Fußball) 2024/25
Der Hessenpokal 2024/25 war die 80. Austragung des Fußballpokalwettbewerbs der Männer. Der offizielle Name lautete „Krombacher-Hessenpokal“, da der Pokal von der Krombacher Brauerei gesponsert wurde.
Der Sieger des Hessenpokals nimmt in der Folgesaison am DFB-Pokal 2025/26 teil. Sollte sich der Sieger des Hessenpokals bereits über einen anderen Weg für den DFB-Pokal 2025/26 qualifiziert haben, geht das Startrecht auf den unterlegenen Finalgegner über.

## Teilnehmende Mannschaften
| 3. Liga hessische Vereine der Saison 2024/25 | Regionalliga Südwest die 5 hessischen Vereine der Saison 2023/24 | Hessenliga Tabellenerster |
| SV Wehen Wiesbaden | TSV Steinbach Haiger FSV Frankfurt Kickers Offenbach SG Barockstadt Fulda-Lehnerz KSV Hessen Kassel | FC Gießen |
| Vertreter der Kreisverbände 32 Vertreter der Kreisverbände des HFV, in der Regel die Kreispokalsieger der Saison 2023/24 | | |
| - Alsfeld SV Viktoria Nieder-Ofleiden (IX) - Bergstraße SV Fürth (VII) - Biedenkopf FV 09 Breidenbach (VI) - Büdingen FCA Gedern (VII) - Darmstadt 1. FCA 04 Darmstadt (VI) - Dieburg Germania Ober-Roden (VI) - Dillenburg SSC Juno Burg (VII) - Frankenberg SG Bunst/Hain/Haub/Löhl (VIII) - Frankfurt FC Kalbach - Friedberg Türkgücü Friedberg (V) - Fulda SG Bronnzell (VI) - Gelnhausen FC Bayern Alzenau (V) | - Gießen FSV Fernwald (V) - Groß-Gerau Rot-Weiß Walldorf (V) - Hanau 1. Hanauer FC (V) - Hersfeld-Rotenburg SG Gudegrund (VIII) - Hochtaunus DJK SF Bad Homburg (VI) - Hofgeismar-Wolfhagen FSV Dörnberg (VI) - Kassel OSC Vellmar (VI) - Lauterbach-Hünfeld SG Eiterfald/Leimbach (VI) - Limburg-Weilburg VfR 07 Limburg (VII) - Maintaunus FC Eddersheim (V) - Marburg SF/BG Marburg (VI) - Odenwald SV Hummetroth (VII) | - Offenbach Sportfreunde Seligenstadt (VI) - Rheingau-Taunus TSV Bleidenstadt (VII) - Schlüchtern SG Bad Soden (VI) - Schwalm-Eder TSV 1900 Wabern (VII) - Waldeck SC Willingen (VI) - Werra/Meißner Lichtenauer FV (VII) - Wetzlar FC Cleeberg (VII) - Wiesbaden FC 1934 Bierstadt (VII) |
| Ligaebene in Klammern: IV = Regionalliga • V = Oberliga • VI = Verbandsliga • VII = Gruppenliga • VIII = Kreisoberliga • IX = Kreisliga A | | |

## 1. Runde
| Datum                 |                              | Ergebnis        |                     |
| --------------------- | ---------------------------- | --------------- | ------------------- |
| 28.07.2024, 15:00 Uhr | OSC Vellmar                  | 2:2 (4:5 i. E.) | FSV Dörnberg        |
| 28.07.2024, 15:00 Uhr | SG Bunst/Hain/Haub/Löhl      | 3:3 (3:4 i. E.) | SC Willingen        |
| 28.07.2024, 15:00 Uhr | SG Gudegrund                 | 0:5             | TSV 1900 Wabern     |
| 28.07.2024, 15:00 Uhr | SV Viktoria Nieder-Ofleiden  | 0:1             | SF/BG Marburg       |
| 28.07.2024, 15:00 Uhr | SV Fürth                     | 0:3             | SV Hummetroth       |
| 28.07.2024, 15:00 Uhr | Germania Ober-Roden          | 2:1             | 1. FCA 04 Darmstadt |
| 28.07.2024, 16:00 Uhr | SG Bronnzell                 | 2:5             | SG Bad Soden        |
| 29.07.2024, 19:30 Uhr | Sportfreunde Seligenstadt    | 1:1 (4:5 i. E.) | DJK SF Bad Homburg  |
| 30.07.2024, 19:30 Uhr | Rot-Weiß Walldorf            | 2:5             | FC Eddersheim       |
| 31.07.2024, 19:00 Uhr | FC Kalbach                   | 2:5             | FC Bayern Alzenau   |
| 31.07.2024, 19:00 Uhr | SSC Juno Burg                | 2:3             | FV 09 Breidenbach   |
| 06.08.2024, 19:30 Uhr | FCA Gedern                   | 2:7             | 1. Hanauer FC       |
| 07.08.2024, 19:00 Uhr | VfR 07 Limburg               | 2:3             | FSV Fernwald        |
| 20.08.2024, 19:00 Uhr | Lichtenauer FV               | 1:2             | SV Steinbach        |
| 21.08.2024, 19:30 Uhr | TSV Bleidenstadt             | 1:5             | FC 1934 Bierstadt   |
| 21.08.2024, 20:00 Uhr | SG Türk-ATA/Türkgücü Wetzlar | 0:4             | Türkgücü Friedberg  |

## 2. Runde
| Datum                 |                     | Ergebnis        |                    |
| --------------------- | ------------------- | --------------- | ------------------ |
| 05.09.2024, 20:00 Uhr | SF/BG Marburg       | 2:1             | DJK SF Bad Homburg |
| 11.09.2024, 19:30 Uhr | Germania Ober-Roden | 3:3 (5:3 i. E.) | SV Hummetroth      |
| 17.09.2024, 19:00 Uhr | 1. Hanauer FC       | 0:0 (3:5 i. E.) | FC Bayern Alzenau  |
| 18.09.2024, 19:00 Uhr | SC Willingen        | 2:2 (5:4 i. E.) | TSV 1900 Wabern    |
| 18.09.2024, 19:30 Uhr | SG Bad Soden        | 0:1             | SV Steinbach       |
| 18.09.2024, 20:00 Uhr | FSV Dörnberg        | 1:2             | FV 09 Breidenbach  |
| 24.09.2024, 20:00 Uhr | Türkgücü Friedberg  | 1:1 (2:4 i. E.) | FSV Fernwald       |
| 26.09.2024, 19:30 Uhr | FC 1934 Bierstadt   | 1:6             | FC Eddersheim      |

## Achtelfinale
| Datum                |                     | Ergebnis        |                              |
| -------------------- | ------------------- | --------------- | ---------------------------- |
| 23.10.2024 18:30 Uhr | FSV Fernwald        | 0:1             | KSV Hessen Kassel            |
| 29.10.2024 19:00 Uhr | FC Bayern Alzenau   | 4:4 (2:4 i. E.) | FSV Frankfurt                |
| 05.11.2024 19:30 Uhr | FV 09 Breidenbach   | 0:0 (7:6 i. E.) | FC Gießen                    |
| 06.11.2024 19:30 Uhr | Germania Ober-Roden | 1:2             | TSV Steinbach Haiger         |
| 09.11.2024 19:30 Uhr | SC Willingen        | 3:0             | FC Cleeberg                  |
| 13.11.2024 19:00 Uhr | FC Eddersheim       | 0:7             | SG Barockstadt Fulda-Lehnerz |
| 13.11.2024 19:00 Uhr | SV Steinbach        | 1:3             | SV Wehen Wiesbaden           |
| 27.11.2024 19:00 Uhr | SF/BG Marburg       | 0:3             | Kickers Offenbach            |

## Viertelfinale
| Datum                 |                      | Ergebnis        |                              |
| --------------------- | -------------------- | --------------- | ---------------------------- |
| 15.02.2025, 14:00 Uhr | TSV Steinbach Haiger | 1:1 (9:8 i. E.) | SG Barockstadt Fulda-Lehnerz |
| 15.02.2025, 14:00 Uhr | FV 09 Breidenbach    | 0:3             | KSV Hessen Kassel            |
| 19.03.2025, 18:30 Uhr | SC Willingen         | 1:3             | FSV Frankfurt                |
| 19.03.2025, 19:00 Uhr | Kickers Offenbach    | 0:4             | SV Wehen Wiesbaden           |

## Halbfinale
| Datum                 |                   | Ergebnis |                      |
| --------------------- | ----------------- | -------- | -------------------- |
| 29.04.2025, 19:00 Uhr | FSV Frankfurt     | 0:1      | SV Wehen Wiesbaden   |
| 30.04.2025, 19:00 Uhr | KSV Hessen Kassel | 1:0      | TSV Steinbach Haiger |

## Finale
Das Finale wurde am 24. Mai 2025 wie schon in den beiden Jahren zuvor in der Frankfurter PSD Bank Arena ausgetragen.
| Datum                 |                   | Ergebnis        |                    |
| --------------------- | ----------------- | --------------- | ------------------ |
| 24.05.2025, 17:30 Uhr | KSV Hessen Kassel | 1:1 (4:5 i. E.) | SV Wehen Wiesbaden |